# Équipe du Mali des moins de 17 ans de football
Maillots
L'équipe du Mali des moins de 17 ans est une sélection de joueurs de moins de 17 ans au début des deux années de compétition placée sous la responsabilité de la Fédération du Mali de football. 
L'équipe a été deux fois championne de la Coupe d'Afrique des nations des moins de 17 ans et a été une fois finaliste de la Coupe du monde de football des moins de 17 ans.

## Parcours en Coupe d'Afrique et Coupe du monde
| Année | CAN U17       | Coupe du monde U17 |
| ----- | ------------- | ------------------ |
| 1995  | Quatrième     | Non qualifiée      |
| 1997  | Finaliste     | Quatrième          |
| 1999  | Troisième     | Premier tour       |
| 2001  | Troisième     | Quatrième          |
| 2003  | Non qualifié  | Non qualifiée      |
| 2005  | Premier tour  | Non qualifiée      |
| 2007  | Non qualifié  | Non qualifiée      |
| 2009  | Non qualifié  | Non qualifiée      |
| 2011  | Premier tour  | Non qualifiée      |
| 2013  | Non qualifié  | Non qualifiée      |
| 2015  | Vainqueur     | Finaliste          |
| 2017  | Vainqueur     | Quatrième          |
| 2019  | Non qualifiée | Non qualifiée      |
| 2023  | Quatrième     | Troisième          |
| 2025  | Finaliste     |                    |

## Palmarès
- Coupe d'Afrique des nations des moins de 17 ans : 
  - Victoire : 2017
  - Victoire : 2015
  - Finaliste : 1997
  - Finaliste : 2025
- Coupe du monde des moins de 17 ans : 
  - Finaliste : 2015
  - Troisième : 2023

- Championnat d'Afrique du Nord des nations de football des moins de 17 ans
  - Vainqueur en 2010 (invité)

- Championnat des moins de 17 ans de la zone A de l'Union des fédérations ouest-africaines de football
  - Vainqueur en 2022
  - Finaliste : 2024

## Joueurs emblématiques
- Salif Keita
- Seydou Keita
- Djibril Sidibé
- Mamadou Diallo
- Mintou Doucoure
- Koly Kanté
- Souleymane Diamoutene
- Adama Coulibaly
- Mahamadou Diarra
- Drissa Diarra
- Sidi Keita
- Mamoutou Coulibaly
- Drissa Diakité
- Djibril Traoré